# Lichtbruine schildslak
De lichtbruine schildslak (Testacella haliotidea) is een slakkensoort uit de familie Testacellidae. De wetenschappelijke naam van de soort werd in 1801 gepubliceerd door Jacques Draparnaud. De soortaanduiding haliotidea verwijst naar het oorvormige uitgroeisel van de rudimentaire schelp, op basis waarvan hij ook tot de "halfnaaktslakken" wordt gerekend.

## Beschrijving
Het schild van het volwassen dier is relatief klein, oorvormig en plat en zit op het achterste deel net voor het uiteinde van het lichaam. Het juveniele dier kan zich in eerste instantie terugtrekken in het slakkenhuisje. Dan blijft de groei van de schelp snel achter bij de groei van het zachte lichaam. Het dier wordt een "semi-naaktslak" in het volwassen stadium. De kleine schelp is 7 tot 8 mm lang en 5 tot 6 mm breed. Het is meestal geelachtig en heeft grove groeistrepen op het oppervlak, waardoor het oppervlak er gerimpeld uitziet. Het dier is uitgestrekt 8 tot 12 cm lang en ongeveer 1 cm breed. In rust trekt het dier samen tot een halfronde vorm. De lichaamskleur varieert van roomgeel tot lichtgeel tot lichtbruin, de voetzool is duidelijk lichter dan de achterkant. De twee zijgroeven beginnen aan de voorkant van de mantel, duidelijk van elkaar gescheiden vlak voor de rudimentaire schelpje.

## Verspreiding en levensstijl
De soort is synantropisch en leeft het liefst in gecultiveerde landschappen zoals tuinen en parken, in het zuiden van het verspreidingsgebied ook op akkers en in wijngaarden. De soort is 's nachts actief en voedt zich met regenwormen, die meestal volledig worden verslonden. Of de lichtbruine schildslak ook andere slakken en mogelijk zelfs soortgenoten eet, wordt in de literatuur betwist. Het verspreidingsgebied strekt zich uit van de Britse Eilanden tot West-Frankrijk en de eilanden in het midden van de Atlantische Oceaan (Azoren, Canarische Eilanden, Madeira). De geïsoleerde gevallen bij Heidelberg in Zuid-Duitsland, in Sleeswijk-Holstein, bij Turijn (Noord-Italië) en op Jutland (Denemarken) worden toegeschreven aan verspreiding. Sinds 2010 wordt deze soort ook aangetroffen in Nederland. Inmiddels is de soort echter niet alleen binnen Europa geïntroduceerd, maar ook in Nieuw-Zeeland en Australië en in Noord-Amerika.